# Konrad Dąbkowski
Konrad Dąbkowski (né le 16 février 1989 à Wyszków) est un coureur cycliste polonais.

## Palmarès sur route
- 2012
  - 5e étape du Bałtyk-Karkonosze Tour
- 2013
  - Mémorial Andrzej Trochanowski
  - 6e étape du Bałtyk-Karkonosze Tour
  - 3e étape de la Course de Solidarność et des champions olympiques
- 2014
  - 2e étape du Memorial im. J. Grundmanna J. Wizowskiego
  - 1re étape de la Course de Solidarność et des champions olympiques
  - Puchar Ministra Obrony Narodowej
- 2015
  - 2e du Mémorial Roman Siemiński
  - 3e du Puchar Ministra Obrony Narodowej

## Classements mondiaux
| Année           | 2013 | 2014 | 2015 |
| --------------- | ---- | ---- | ---- |
| UCI Europe Tour | 121e | 181e | 312e |
| UCI Africa Tour | 105e |      |      |

## Palmarès sur piste

### Championnats d'Europe
- Athènes 2006
  -  Médaillé de bronze de la poursuite par équipes juniors
- Cottbus 2007
  -  Médaillé de bronze du kilomètre juniors